# Milwaukee County Transit System
Das Milwaukee County Transit System (MCTS) ist die größte Nahverkehrsgesellschaft in Wisconsin und der Hauptversorger für den ÖPNV im Milwaukee County. Es rangiert unter den 50 größten Nahverkehrsunternehmen der USA. Die dem County (Kreis) gehörende Gesellschaft wurde am 1. Juni 1975 gegründet, nachdem sie die Lizenz der Milwaukee & Suburban Transport Company, einem Privatunternehmen, übernahm.

## Fahrzeugflotte
Die MCTS betreibt eine Flotte von 416 New-Flyer-Niederflurbussen, 387 (384 in Betrieb; 3 inaktiv) in der 40 foot (12m)-Version und 29 (12 in Betrieb; 17 inaktiv) in der 30ft. (9m)-Variante, sowie 5 Gillig Advantage-Niederflurbusse für den Einsatz auf dem „Ozaukee County Express“ (Linie 143).
Flottennummern
Aktuell in Betrieb
- 4300–4389: D40LF, geliefert 2000; gegenwärtig sind 39 dieser Busse mit einem automatischen Fahrgastzählsystem der Firma InfoDev ausgestattet
- 4400–4468: D40LF, geliefert 2001
- 4500–4519: D30LF, geliefert 2002
- 4600–4639: D40LF, geliefert 2002
- 4700–4750: D40LF, geliefert 2003
- 4800–4829: D40LF, geliefert 2004
- 4900–4914: D40LF, geliefert Ende 2004 (offiziell sind diese Fahrzeuge als 2005 geliefert registriert)
- 5000–5008: D40LF, geliefert 2006
- 5100–5189: D40LFR, geliefert Juli 2010, die erste near-zero emissions-Generation
- 1000–1004: Gillig Advantage, geliefert 2002

Außer Betrieb
- D40LF: 4361, 4384, 4604
- D30LF: 4200-08, 4500, 4501, 4502, 4506, 4509, 4512, 4516, 4517

### Linien und Tarife
MCTS betreibt etwas über 50 Buslinien, welche rund 90 % des Milwaukee County und weite Teile von Waukesha County und Ouzakee County abdecken.
Preisbeispiele (Stand 3. Januar 2010): Der reguläre, nicht ermäßigte Einzelfahrschein für Erwachsene kostet $2,25. 10er Blockkarten oder eine Wochenkarte bekommt man für $17,50. Eine Monatskarte kostet $64,00. Einzelkarten haben eine Gültigkeit von zwei Stunden ab Entwertung.

#### Weitere Dienste, Partnerunternehmen
Die MCTS ist Mitglied im Southeast Wisconsin Transit System, einem Verkehrsverbund, dem noch die Waukesha Metro Transit und Wisconsin Coach Lines in Waukesha, Washington County Commuter Express, betrieben von Riteway Bus Service in Richfield (Wisconsin), Belle Urban System (THE BUS) in Racine und Kenosha Area Transit (KAT) in Kenosha angehören.

## Fahrgastzahl
|      | Fahrgastzahl |
| ---- | ------------ |
| 2013 | 42,613,675   |
| 2014 | 41,493,419   |
| 2015 | 39,756,017   |
| 2016 | 40,709,350   |
| 2017 | 35,053,133   |
| 2018 | 30,884,640   |
| 2019 | 29,423,783   |
| 2020 | 18,278,877   |
| 2021 | 15,998,420   |